# Graciela Saez
Graciela Saez, (o Graciela Valeria Saez) nacida en la ciudad de La Calera, de la provincia de Córdoba, Argentina, el 21 de diciembre de 1970, es una actriz,cantante, periodista, conductora, productora, representante, empresaria y directora de cine argentina. Inició su carrera profesional como actriz en el año 1999 en Córdoba, Argentina. Adquirió reconocimiento internacional por ser la directora del cortometraje "Somos Mujeres Invisibles".
Actualmente es una empresaria de moda, creadora y organizadora del Milano Golden Fashion evento internacional de modas que se hace en el marco de la semana de la moda, en Milán, Italia, donde se encuentra radicada.

## Reseña biográfica
Previo a su carrera artística Graciela integra el seleccionado femenino de futbol del club C.I.B.I, participando en el año 1995 del primer torneo de futbol femenino organizado conforme a las reglas que establece la AFA. Entre los años 1988 y 1990 estudia en la escuela de actuación de Julio Olivera, creador de La Cañada y Piturro. Posterior a ello continua sus estudios de actuación con el director Alberto Ramos, entre 1991 y 1993, en la villa turística Carlos Paz. Entre 1994 y 1998 realiza cursos de perfeccionamiento en Barcelona, España, y al regresar a Argentina, hace su debut teatral, en el Viejo Teatro Colón (Hoy La Piojera) con el empresario y director Hugo Piccini y la obra Guayaquil, siendo su jefe de prensa, Ramón Yarda, conocido empresario teatral, creador de Los Premios Carlos.
En el año 2001 se suma como parte del elenco A mal tiempo buena cama logrando ser el centro de atención de la prensa por realizar un desnudo completo anticipándose al que prometía Alejandra Pradon. Por dicha obra es galardonada con el premio Ángel en el rubro Revelación femenina.
En el año 2002 debuta en TV como parte del elenco de La Bruja, Mi hijo y yo, de Lucia Nucioni. Una serie televisiva que duró 3 temporadas (1999, 2002 y 2003). Ese mismo año habría de participar en la versión teatral que se hizo en el Teatro Maipú, Córdoba capital.
En el año 2004 organizó junto a Tony Bustos, y con auspicio de la secretaria de turismo de la municipalidad de Villa Carlos Paz, un partido a beneficio del Cotolengo Don Orione de Córdoba. En el partido que tiene lugar el 5 de febrero, se enfrenta una selección mixta de artistas y periodistas del espectáculo contra el equipo femenino del Club General Paz Junior.
En el año 2005 debuta en TV como movilera en el programa El Bissio de la semana, que es transmitido por el canal 10 de Córdoba. Por esta época Graciela se radica Milán, Italia, viniendo a Argentina para hacer temporada en Villa Carlos Paz. 
En el año 2013 se presenta en la Red Carpet en la edición número 70 del Festival internacional de Cine de Venecia como jefa de prensa de la actriz mexicana Lucia Mendez.
En el año 2014 es corresponsal en Paris, para el programa de TV web Special Rugby TV  (hoy Tutto Rugby TV) que se hacía desde Brescia, Italia. Y en ese mismo año inicia su propio programa de TV Web World of Stars. En donde habrá de cubrir diversos eventos culturales internacionales. Ese año cubre la Red Carpet de la edición N° 9 del Festival de Cine de Roma donde habría de entrevistar a Richard Gere, Benicio del Toro y Geraldine Chaplin, entre otros. 
En el año 2015 se presenta en el festival de cine internacional Roma Web Fest  con el cortometraje Somos Mujeres Invisibles escrito y dirigido por ella, en la categoría Drama, certamen del que fue finalista con el episodio I del cortometraje. Desde entonces el cortometraje ha sido incluido y proyectado en diversas actividades culturales que buscan concientizar y abordar la problemática sobre la violencia de género y ella ha recibido diversas menciones como autora y directora del cortometraje. 
En el año 2018 inaugura Milano Golden Fashion un evento de modas internacional anual que ocurre en el marco de La Semana de la moda, celebrándose todos los años en la ciudad de Milán, Italia. La primera edición fue el domingo 23 de septiembre de 2018 en la Fabbrica del Vapore. En el año 2019 presenta la segunda edición del Milano Golden Fashion el domingo 22 de septiembre de 2019 en salón del Hotel Novotel Milano Nord Ca Grande. y en el año 2020 la tercera edición de este evento el domingo 11 de octubre en Palazzina Liberty di Milano. 
En el año 2019 crea una asociación sin fines de lucro, Orizzonte Sul Futuro asociación ítalo-argentina, que centra mucha de su actividad contra la violencia a las mujeres y que mantiene una sinergia con otras asociaciones. Ese mismo año es invitada en su carácter de presidenta de la asociación, a la celebración N° 71 por la Declaración Universal de los Derechos Humanos que se celebra en el Palacio de la ONU en Ginebra, Suiza con el lema: "Human Rights: Where are we at. Past and future"
En la edición 2021 del Milan Fashion Week (en versión televisiva por el contexto actual por la afectación mundial del COVID-19), Graciela fue una de las presentadoras de este evento internacional, que fue transmitido para la señal LIFE TV Italy Magazine. Este mismo año es designada Candidata como Consigliere Comunale Di Milano por La Lista Civica Independiente Movimentiamoci Insieme.
En 2025, Graciela Sáez inició su actividad como cantante, publicando las canciones El Partido de Fútbol, cover de una canción de Rita Pavone, y Soy de Argentina, disponibles en plataformas de streaming como Spotify. El material incluye versiones alternativas, como ediciones House y Dance del sencillo original.

## Cine, teatro, radio y televisión
- 1999: Guayaquil - Obra de Teatro - Teatro Colon - Córdoba[28]
- 2001: A mal tiempo buena cama  - Obra de Teatro - Teatro Acuario - Villa Carlos Paz, Córdoba.[29]
- 2001: Lo cordobés pega más, pega más - Obra de Teatro - Teatro La Sombrilla - Villa Carlos Paz, Córdoba[30]
- 2001: Así como nos ven - Obra de Teatro - Pub Uritorco - Villa Carlos Paz, Córdoba.[31]
- 2002: La bruja, mi hijo y yo - Programa de TV - Canal 8 - (Córdoba, Arg)[32]
- 2002: La bruja, mi hijo y yo - Obra de Teatro - Teatro Maipú - Córdoba.[14]
- 2003: La noche está que arde - Obra de Teatro - La Sombrilla - Villa Carlos Paz, Córdoba.[33]
- 2004: Lo cordobés pega más, pega más - Obra de Teatro - Teatro La Sombrilla - Villa Carlos Paz, Córdoba[30]
- 2004: Camarero con cama adentro - Obra de Teatro - La Sombrilla - Villa Carlos Paz, Córdoba.[34]
- 2004: Pasaporte musical -  Programa de TV - Canal 2 - (Córdoba, Arg)
- 2005: El Bissio de la semana - Programa de TV - Canal 10 - (Córdoba, Arg)
- 2007: La revista cómica - Obra de Teatro - Salón Municipal - Miramar, Córdoba[35]
- 2009: La maratón de la risa - Obra de Teatro - Mar Chiquita, Córdoba.
- 2011: Endorfinas de humor - Obra de Teatro - La Casa del Arte, Córdoba.[36]
- 2012: El cisne blanco - Obra de Teatro - La Casa del Arte, Córdoba.[37]
- 2012: Vida sindical -  Programa de TV - Canal 10 - (Córdoba, Arg)[38]
- 2013: Safari urbano -  Programa de TV  - TV Web (Córdoba, Arg)
- 2014: Special Rugby -  Programa de TV  (Brescia, Italia)[39]
- 2014: World of stars -  TV Web Channel Youtube  (Milan, Italia)
- 2015: Estilosas-  Programa de TV - Canal 8 TeLeFe - (Córdoba, Arg)[40]
- 2015: Somos mujeres invisibles - Cortometraje - Directora y escritora - Participante y finalista en el Roma Web Fest (Roma, Italia)
- 2021: Live TV Italy - Presentadora del Milano Fashion Week (Milán, Italia)[41]

## Distinciones
- 2001: Premio Ángel ( Revelación femenina en la obra teatral, a mal tiempo buena cama) Villa Carlos Paz Arg.[42]
- 2014: Premio Estrella de Concert (Reconocimiento por labor como periodista internacional) Villa Carlos Paz Arg.[43]
- 2015: Finalista Roma Web Festival (Con el rubro drama) con el film “Somos Mujeres Invisibles” Milano, Italia.[44]
- 2015: Reconocimiento Stati Generali Delle Done (Por la labor desarrollada contra la violencia a la mujer) con el film “Somos Mujeres Invisibles” Milano, Italia.[45]
- 2015: Beneplácito de la Legislatura de Córdoba (Por el trabajo Cultural y Social) con el film “ Somos Mujeres Invisibles” Córdoba, Arg.[46]
- 2015: Reconocimiento (Como exponente en el foro internacional de la mujer peruana en el Parlamento Europeo sede en Milán) con el film "Somos Mujeres Invisibles" Milán Italia.[47]
- 2015: Medalla Storie di Donne (Por el compromiso con la mujer y la problemática social) con el film "Somos Mujeres Invisibles" Roma Italia.[48]
- 2015: Premio Donne Che Ce L'Hanno Fatta (Mujeres que lo han logrado, como directora, productora y empresaria) concedido por: Regione Lombardia, Ministero dello Sviluppo Economico, Commissione Europea.[49]
- 2016: Reconocimiento Municipalidad Villa Carlos Paz (Por el trabajo Social y la destacada calidad cinematográfica) con el film "Somos Mujeres Invisibles" Villa Carlos Paz, Arg.[50]
- 2016: Premio Rosa de Cristal. (Productora y directora de World of Stars en congreso mundial de mujeres latinoamericanas) Milán, Italia[51]
- 2017: Premio Eslabón en la Cadena de la paz ( por la labor y prevención anti violencia) Parlamento Europeo Milan Italia. por su film "Somos Mujeres Invisibles" Milán Italia.